# Napoleonvissen
Napoleonvissen (Tetrarogidae) zijn een familie van straalvinnige vissen uit de orde van Schorpioenvisachtigen (Scorpaeniformes).

## Geslachten
- Ablabys Kaup, 1873
- Centropogon Günther, 1860
- Cottapistus Bleeker, 1876
- Glyptauchen Günther, 1860
- Gymnapistes Swainson, 1839
- Liocranium J. D. Ogilby, 1903
- Neovespicula Mandritsa, 2001
- Notesthes J. D. Ogilby, 1903
- Ocosia D. S. Jordan & Starks, 1904
- Paracentropogon Bleeker, 1876
- Pseudovespicula Mandritsa, 2001
- Richardsonichthys J. L. B. Smith, 1958
- Snyderina D. S. Jordan & Starks, 1901
- Tetraroge Günther, 1860
- Vespicula D. S. Jordan & R. E. Richardson, 1910